# Кусгаон-Будрук
Кусгаон-Будрук — містечко в штаті Махараштра, округ Пуне. Згідно з переписом 2001 року в містечку проживало 8567 людей, 14 % становили діти віком до 6 років. Поруч з містом знаходиться відділ «Sinhgad Institute of Technology». Неподалік знаходиться водосховище Валван, протікає річка Індраяні, через містечко пролягає дорога Мумбаї — Пуне, найближче місто — Лонавала.

## Принагідно
- Гугл-мапа

| Індія | Це незавершена стаття з географії Індії. Ви можете допомогти проєкту, виправивши або дописавши її. |